# Laine Mägi
Laine Mägi (născută Laine Michelson-Adamson; n. 3 februarie 1959, Kehra⁠(d), Regiunea Harju, Estonia) este o actriță de film, teatru și televiziune, dansatoare și coregrafă și profesoară de dans din Estonia, care și-a început cariera din adolescență. Ea este fondatoarea Școlii de Dans Laine Mägi, cu sediul în Pärnu.

## Tinerețe
Laine Michelson-Adamson s-a născut în Kehra, părinții ei fiind Peeter și Elli-Anniki Michelson-Adamson (născută Pennie). Are un frate mai mic cu doi ani. Actrița Terje Pennie-Kolberg este verișoara sa de gradul I. I-a plăcut baletul de la o vârstă fragedă și a început să ia lecții la Școala de balet din Tallinn de la vârsta de nouă ani, făcând naveta cu trenul de la Kehra la Tallinn. A debutat la Teatrul Estonia la vârsta de zece ani într-o producție de teatru a piesei Pippi Șosețica după Astrid Lindgren. Ulterior a trebuit să abandoneze cursurile de balet în 1973 din cauza stării de sănătate precare. Din 1976 până în 1981, a lucrat ca dansatoare în diferite locuri din Tallinn.
A urmat școala secundară la Tallinn, absolvind în 1977, apoi s-a înscris la Conservatorul de Stat din Tallinn (acum, Academia Estonă de Muzică și Teatru ) pentru a studia actoria sub îndrumarea profesorului Aarne Üksküla, absolvind în 1982. Printre colegii ei absolvenți s-au numărat Margus Oopkaup, Jaan Rekkor, Anu Lamp, Sulev Teppart, Andrus Vaarik și Viire Valdma.

## Carieră teatrală
În 1982, la scurt timp după absolvirea Conservatorului de Stat din Tallinn, a avut un contract de colaborare cu Teatrul Endla din Pärnu care a durat până în 1999. A debutat pe scenă în rolul Susanei la Teatrul Endla în piesa City Sugar de Stephen Poliakoff în 1982. Alte roluri notabile la Endla au fost în piese scrise de: August Strindberg, Selma Lagerlöf, Oskar Luts, Alexandre Dumas, Jean-Paul Satre și Brian Friel. Din 1999, a fost angajată ca actriță și coregrafă la Teatrul Dramatic Eston din Tallinn. Roluri importante ca actriță la Teatrul Dramatic Eston au fost în piese scrise de: William Shakespeare, Anton Hansen Tammsaare, Enn Vetemaa, Madis Kõiv, Oskar Luts, Peter Shaffer, Juan Rulfo și Jane Bowles.
A apărut și în producții de scenă la teatrul R.A.A.A.M. și la Vanalinnastuudio din Tallinn, precum și în teatre mai mici din toată Estonia.

## Dans
Din 1982, Mägi a predat dansul; inițial unui număr mai mic de studenți. În 1989, Mägi a fondat trupa de dans Lancy. În 1996, a fondat Școala de Dans Laine Mägi (Laine Mägi Tantsukool ) unde lucrează ca instructoare. Cu sediul în Pärnu, școala are peste trei sute de elevi și a fost deschisă o altă școală, în Tallinn.
Din 1993, este membru al facultății (școlii) de dans și de coregrafie a Teatrului Dramatic Eston și profesor asociat al școlii din 1998.
Mägi a fost și coregraf pentru unele producții de teatru de  la Teatrul Endla, Teatrul Dramatic Eston, Vanalinnastuudio, Vanemuine, Ugala și alte teatre mai mici.

## Film și televiziune
Laine Mägi a debutat în filmul de televiziune ca Miili în filmul dramatic istoric din 1987 regizat de Peeter Simm, Tants aurukatla ümber, bazat pe romanul cu același nume din 1971 al autorului eston Mats Traat. A urmat rolul Mimi în filmul dramatic regizat în 1989 de Peeter Urbla, Ma pole turist, ma elan siin; ca Lagle în filmul din 1991 în regia lui Roman Baskin, Rahu tänav sau în filmul de comedie din 1998 regizat de Rao Heidmets, Kallis härra Q.
Unele dintre cele mai proeminente roluri ale actriței Mägi au fost în filmul lui Ilmar Raag, Klass în 2007, ca profesoara Laine, care are de-a dace cu agresiunea școlară și violența. Un alt rol proeminent a fost rolul principal ca Anne în filmul dramatic Eestlanna Pariisis din 2012 regizat de Ilmar Raag (în franceză: Une Estonienne à Paris, în română: O doamnă la Paris), în care Mägi a jucat alături de actrița franceză Jeanne Moreau. Interpretarea lui Mägi în O doamnă la Paris i-a adus un premiu pentru cea mai bună actriță la Festivalul Internațional des Jeunes Réalisateurs de la Saint-Jean-de-Luz din 2012.
Unele dintre aparițiile sale de televiziune mai notabile au fost rolul secundar al Evei în popularul serial dramatic de pe ETV Õnne 13 din 2003; ca Sirje Kadak în comedia istorică ENSV: Eesti Nõukogude Sotsialistlik Vabariik, care reflectă asupra vieții din anii 1980 în Republica Socialistă Sovietică Estoniană sau ca Helve în serialul dramatic de pe Kanal 2 din 2015 Restart.

## Viață personală
Laine Mägi a fost căsătorită cu muzicianul și actorul Tõnis Mägi din 1980 până când au divorțat în 1988; cei doi au o fiică, Liis-Katrin, născută în 1983, aceasta este căsătorită cu actorul Märt Avandi. Laine Mägi este bunică.

## Premii și onoruri
- Premiul Teatrului Eston (2000)
- Premiul Helmi Tohvelmann (2000)
- Premiul orașului Pärnu pentru femei (2000)
- Väike Ants, Premiul Teatrului Dramatic din Estonia (2008)
- Ordinul Stelei Albe, Clasa IV (2012)
- Premiul pentru cea mai bună actriță - Le Festival International des Jeunes Réalisateurs de la Saint-Jean-de-Luz (2012)
- Premiul Culturii al Ministerului de Externe (2012)
- Stema Pärnu (2012)
- Väike Ants, Premiul Teatrului Dramatic din Estonia (2014)[16]